# K-pop
K-pop (abreviere de la „Korean pop” sau muzică pop coreeană) este un gen muzical originar din Coreea de Sud, caracterizat de mai multe stiluri muzicale - pop, muzică electronică, hip hop, rock, R&B. În ultimii ani a evoluat într-o mică subcultură între adolescenții și adulții tineri din Asia de Sud-Est și Centrală, concentrată în jurul trupelor și cântăreților genului.
Internetul a contribuit major la popularizarea și expunerea genului. Prin prezența paginilor artiștilor și a cluburilor de fani în social media (Facebook, Twitter, Instagram, etc.), expunerea pe YouTube (mulți dintre artiști au pagini dedicate, iar lansările de pe această plarformă sunt puternic promovate) și posibilitatea achiziționării albumelor in format digital pe internet, prin intermediul iTunes ori alte site-uri de profil, genul a căpătat o baza considerabilă de fani la nivel mondial.
Potrivit revistei de muzică americană “Rolling Stone”, K-pop este un „amestec de modă muzică occidentală și de pop japonez“ și utilizează, repetitiv, uneori, cuvinte din limba engleză.“ K-pop «amestecă stiluri și combină rapping-ul cu efecte vizuale și sonore impresionante“. În timp ce în Coreea prin acest termen poate fi înțeleasă aproape orice creație pop-coreean, în afara țării este prin K-Pop se referă muzica exclusiv interpretată de idolii pop coreeni și japonezi. K-popul nu este doar muzica, el a crescut în popularitate în întreaga lume, fiind condus de interesul pentru tendintele în modă, muzică și cultură sud-coreeană. Datorită Internetului și disponibilității de conținut digital, K-pop-ul ajunge la un public mai larg, volum al căreia era de neconceput cu câțiva ani în urmă. Cultura pop a Coreei de Sud este acum unul dintre factorii de conducere ai culturii de tineret din regiunea Asiatico-Pacifică, cu accent special pe China, Hong Kong, Japonia, Taiwan și o mare parte din Asia de Sud-Est.

## Istoric
K-pop a pornit de la un gen muzical putin cunoscut in afara Asiei si a ajuns la o popularitate imensa în cultura tineretului. În același timp, K-popul a urmat întotdeauna dezvoltarea industriei IT coreeană, folosind cele mai recente descoperiri în domeniul retelelor de socializare și dispozitivele mobile pentru cresterea popularitatii acestuia. Potrivit “The New York Times”, toate încercările trupelor coreene de a intra pe piețele occidentale au avut mare succes, iar marea extindere a rețelelor sociale, cum ar fi Twitter, Facebook și altele au facut ca K-Popul să fie cunoscut de un public si mai larg. Cresterea numărului fanilor se observă în orice colț al lumii, și, potrivit unor experți, K-popul este una dintre cele mai importante parti ale exportului din Coreea de Sud, care influenteaza inclusiv si impactul asupra popularitatii culturii coreene în lume. 

## Fani
În Coreea de Sud, există o tradiție ca fanii sa le dea muzicienilor saci de orez pentru a simboliza sprijinul și respectul lor. Potrivit revistei „Time”, pentru primul spectacol al trupei Big Bang, drept cadou au fost oferite 12,7 tone de orez, si a fost aranjat într-un singur rand, fiind numit „altar al idolilor K-pop“. După aceea, au fost fondate companii ale căror scop era asigurarea că orezul oferit ajunge la muzicianul favorit. Una dintre aceste companii, „Roh Syngu“ are 24 de filiale în lume și cooperează cu fermierii al caror orez este oferit de fani idolilor acestora. O altă oportunitate de a arăta sprijinul pentru artistul preferat - este de a-i trimite acestuia prânzul. Această practică a venit după mulți fani se îngrijorau, că artiștii sunt nu resusesc cateodată sa ia masa din cauza unui program încărcat. În prezent există companii care se specializează în livrarea meselor.
Mulți fani călătoresc în excursii organizate pentru a vedea trupele preferate live, astfel încât, de exemplu, o mulțime de fani vin la concertele coreene prin intermediul acestor excursii din Japonia și China. O dată, prin K-Pop-tur în Seul au ajuns mai mult de 7.000 de fani pentru a vedea trupa JYJ. In timpul unui alt concert, o mulțime de fani din intreaga lume a petrecut noaptea la Barcelona, pentru a ajunge mai târziu la concert.